# Kapel van het heilige kruis (Turku)
De Kapel van het heilige kruis (Fins:Pyhän Ristin kappeli) is een kapel bij begraafplaats van de Finse stad Turku. Het is, met de Verrijzeniskapel, een van twee kapellen die zich aan de begraafplaats bevindt. In begin jaren zestig werd de begraafplaats qua oppervlakte flink uitgebreid en moest er een nieuwe kapel gebouwd worden. Deze kapel werd in 1967 gebouwd door Pekka Pitkänen.